# Astereognosie
Astereognosie is de vorm van agnosie waarbij de patiënt het vermogen heeft verloren om voorwerpen te herkennen door middel van het zintuig tast. De patiënt is soms wel in staat het voorwerp verbaal te omschrijven, of om eenzelfde soort voorwerp te herkennen van plaatjes, of om er een tekening van te maken. Van deze aandoening wordt gedacht dat deze mogelijkerwijs verband houdt met een hersenbeschadiging, of littekenweefsel dat is ontstaan door letsel. 